# Valeria Solarino
Valeria Solarino (* 4. November 1978 in Barcelona, Venezuela) ist eine italienische Schauspielerin.

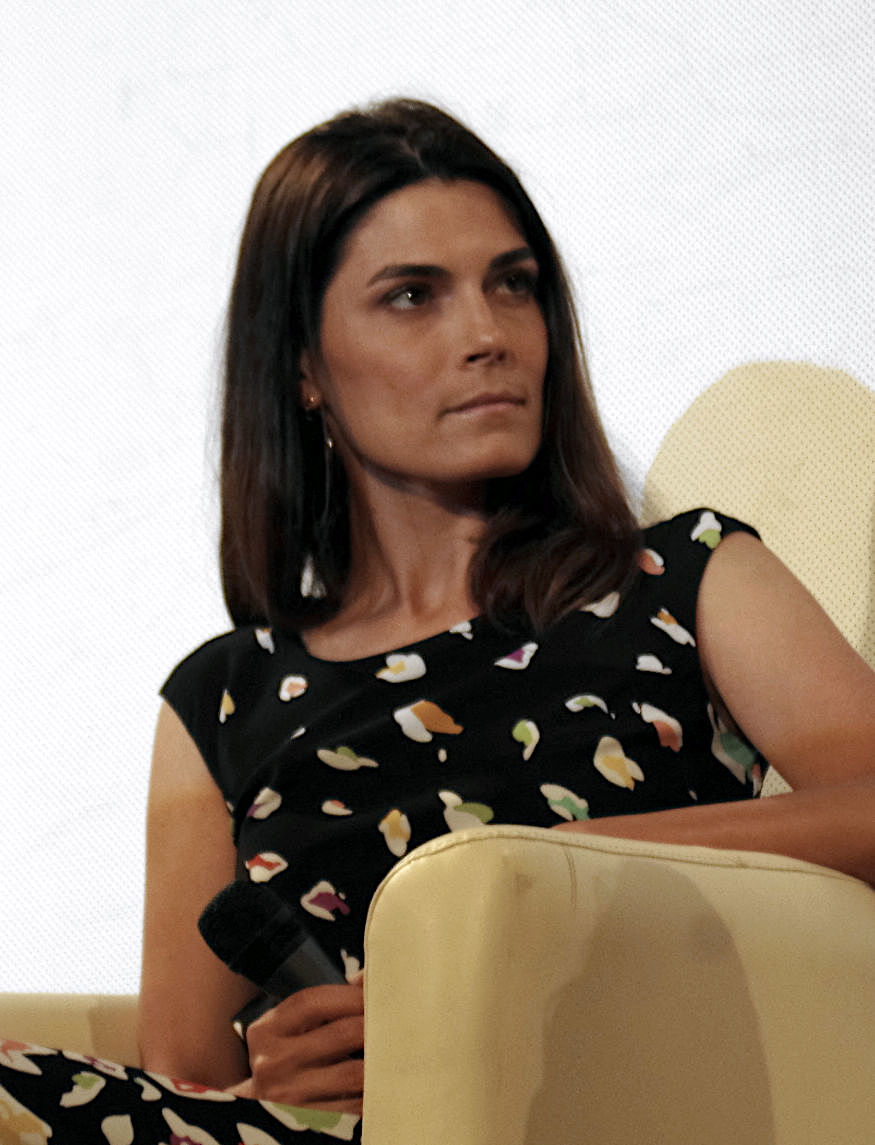
Valeria Solarino (2014)

## Leben
Valeria Solarino wurde als Tochter eines sizilianischen Vaters und einer Turiner Mutter in Barcelona, Venezuela geboren. Sie studierte vier Jahre lang an der Universität Turin Philosophie und anschließend Schauspiel an der renommierten Filmhochschule Scuola del Teatro Stabile di Torino. Anschließend spielte sie Theater und debütierte in den beiden 2003 erschienenen Dramen La felicità non costa niente und Fame chimica. In dem 2004 erschienenen und von Giovanni Veronesi inszenierten Drama Che ne sarà di noi spielte sie an der Seite von Silvio Muccino und Violante Placido. Beide wurden nach Dreharbeiten ein Paar und sind aktuell miteinander verlobt (Stand: Juli 2012).

## Filmografie (Auswahl)
- 2003: Fame chimica
- 2003: La felicità non costa niente
- 2004: Che ne sarà di noi
- 2005: La febbre
- 2006: Viaggio segreto
- 2007: Handbuch der Liebe 2 (Manuale d'amore 2)
- 2007: Valzer
- 2009: Viola di mare
- 2010: Engel des Bösen – Die Geschichte eines Staatsfeindes (Vallanzasca: Gli angeli del male)
- 2011: Anita Garibaldi
- 2015: Das Land der Heiligen (La terra dei santi)